# ムハンマド (モグーリスタン)
ムハンマドは、モグーリスタン・ハン国の第6代君主。

## 生涯
ヒズル・ホージャの子。1408年にシャムイ・ジャハーンが死去するとアミール・クダイドに擁立されて即位したが、国政の実権はクダイドたちの手中にあった。
破損したチャディール・クルの北側に壮麗なモスクを含むラバトを建立した。『ラシード史』にはムハンマドがイスラム教を篤く信仰し、国の男性にターバンの着用を強制させ、着用しなかった者には頭に馬蹄形の釘を打ち込ませるなど不信心者には残酷な刑罰を行ったことが記されている。1415年に死去。ナクシ・ジャハーン（シャムイ・ジャハーンの子）が跡を継いだ。
| スタブアイコン | サブスタブ | この項目は、まだ閲覧者の調べものの参照としては役立たない、人物に関連した書きかけの項目です。この項目を加筆・訂正などしてくださる協力者を求めています（P:人物伝/PJ:人物伝）。 |